# Mine de Langer Heinrich
La mine de Langer Heinrich est une mine à ciel ouvert d'uranium située en Namibie dans la province d'Erongo à environ 80 km à l'est de Walvis Bay.
Le gisement d'uranium est découvert en 1973. La société Paladin Resources acquiert la propriété de la mine de Aztec Resources en 2002.  La mine est rouverte en 2007 après être restée fermée pendant près de 7 ans.
En juillet 2016, Paladin veut vendre le quart de la mine de Langer Heinrich pour 175 millions de dollars à la Compagnie nucléaire nationale chinoise (CNNC) pour compenser ses pertes dues à la baisse du prix de vente de l'uranium. 
En février 2017, Paladin Energy maintient ses prévisions de production à Langer Heinrich, en baisse depuis plusieurs années.